# سي ستار
سي ستار هي قناة تلفزيونية فرنسية مجانية تملكها مجموعة كنال+ .

## تاريخ
تم إطلاق D17 في 7 أكتوبر 2012 ، لتحل محل ديركت ستار ، بعد أن اشترتها كنال + لمجموعة بولير .
تم تغيير اسم D17 إلى سي ستار في 5 سبتمبر 2016.
منذ 27 فبراير 2018 ، تم اطلاق القناة الشقيقة تدعى سي ستار هيتس متاحة حصريًا على قناة كنال سات + 180 ، وتبث فقط مقاطع الموسيقى الفرنسية.

## البرامج
برامج سي ستار لها تنسيق موسيقي. تبث القناة أيضا أفلام وثائقية وحفلات موسيقية ومسلسلات ودراما وأفلام وأنيمي ياباني.
بثت دي 17 الأنمي الياباني ( ون بيس ، فيري تيل ، سانت سييا أوميغا ) حتى أغسطس 2015 ، عندما تم سحبها بالكامل ، واستبدلت بـ باون ستارز .

## أنظر أيضا
- مجموعة كنال+
- ديركت ستار
- سي 8

## روابط خارجية
- الموقع الرسمي
 باللغة الفرنسية